# Grazerkogel

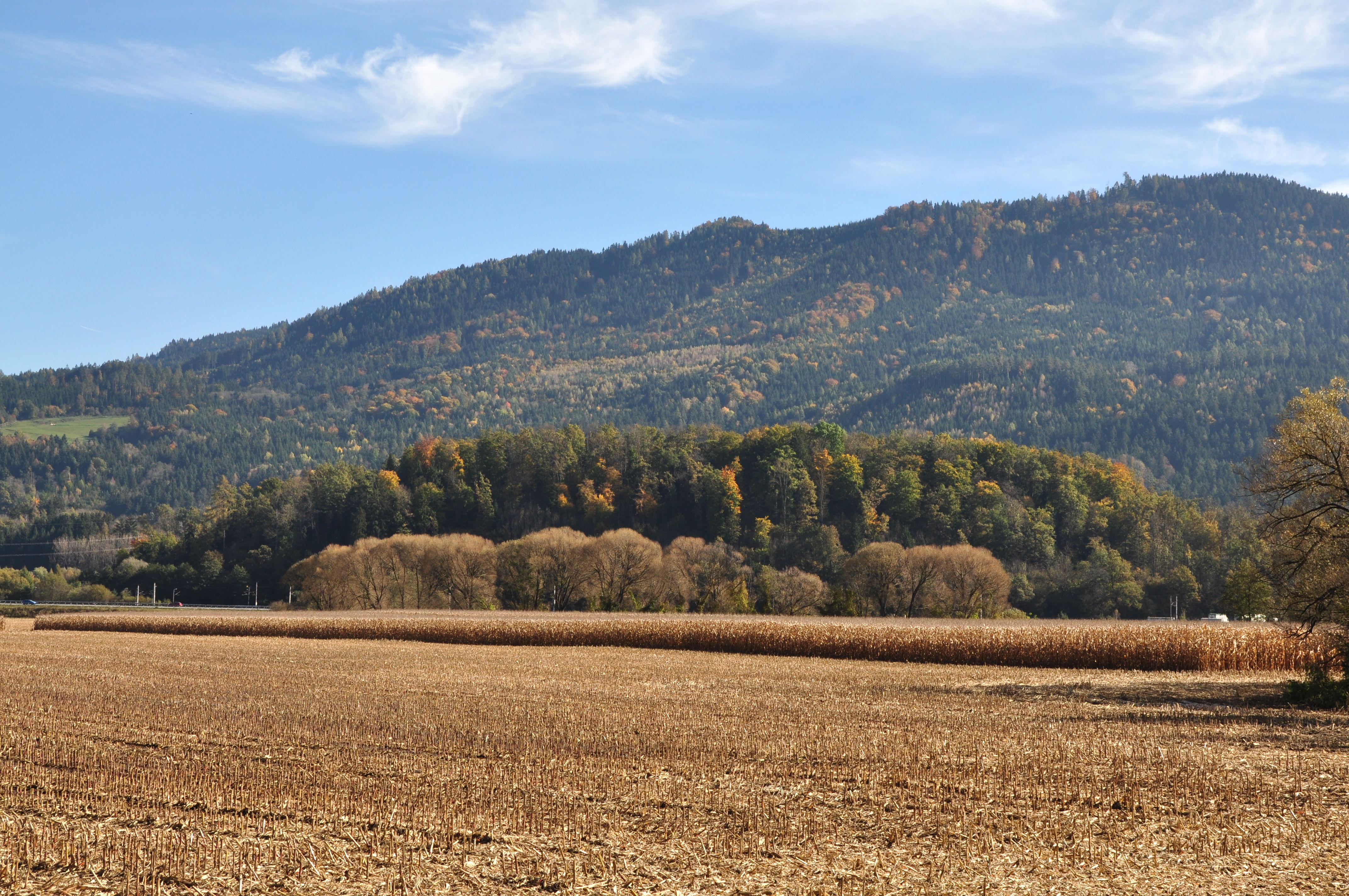
Grazerkogel (im Vordergrund)

Der Grazerkogel ist eine Erhebung am Ostrand des Kärntner Zollfelds und liegt auf dem Gemeindegebiet von Sankt Veit an der Glan. Er befindet sich zwischen den Ortschaften St. Donat und St. Michael am Zollfeld. Auf dem Berg befand sich im 5. und 6. nachchristlichen Jahrhundert eine spätantike Siedlung.
Bei Ausgrabungen 1904 wurden ein Kastell, das aus antiken Spolien erbaut war und darin die Reste zweier frühchristlicher Kirchen entdeckt. Ein 22 × 11 Meter großer Saalbau stand in der Mitte des Hügelplateaus. Er war langrechteckig, geostet und besaß keine Apsis. Die halbkreisförmige Klerusbank stand frei im Chordrittel. Ein Maueransatz an der Nordseite wird als Sakristei gedeutet. 22 Meter nördlich davon wurden die Reste eines ähnlichen Baus ergraben, der jedoch über eine Apsis verfügte. 
Das Vorhandensein zweier Kirche wurde früher als Doppelkirchenanlage gedeutet (Piccottini), demnach wäre eine Kirche als Gemeindekirche, die zweite als Memorialkirche für Taufe und Firmung verwendet worden. Franz Glaser deutet sie jedoch als Kirchen der katholischen heimischen Bevölkerung bzw. der arianischen gotischen Christengemeinde. Die zweite Kirche wäre demnach während der Ostgotenherrschaft über Noricum (493 bis 538) erbaut worden. 
Am Berghang östlich des Grazerkogels befindet sich ein Gräberfeld.
Da der Name des Bergs den Begriff grad = slawisch für Burg beinhaltet, müssen die Ruinen der Bevölkerung im frühen Mittelalter bekannt gewesen sein. Die Mauern wurden als Baumaterial weiterverwendet, sodass nur mehr Fundamentreste vorhanden sind. 

## Belege
- Gernot Piccottini: Die Römer in Kärnten. Carinthia, Klagenfurt 1989, S. 56–59. ISBN 3-85378-333-3
- Franz Glaser: Frühchristliche Denkmäler in Kärnten. Carinthia, Klagenfurt 1997, S. 56–58. ISBN 3-85378-450-X

Koordinaten: 46° 43′ 46″ N, 14° 22′ 56″ O